# تالتی (تگزاس)
تالتی، تگزاس(به انگلیسی: Talty, Texas) شهری در ایالت تگزاس از ایالات جنوبی ایالات متحده آمریکا است. در سرشماری سال ۲۰۰۰، جمعیت این شهر ۱۰۲۸ نفر اعلام شد.